# Conan the Destroyer
Conan the Destroyer is een Sword & Sorcery-film uit 1984 van regisseur Richard Fleischer en is de tweede film met Arnold Schwarzenegger als Conan.

## Samenvatting
Een groep soldaten onder leiding van koningin Taramis stoot op Conan en zijn maat Malak. Zij beveelt haar troepen hen gevangen te nemen, maar dat blijkt lastig. Nadat een wapenstilstand wordt overeengekomen vraagt zij of Conan een missie voor haar wil uitvoeren. Conan weigert in eerste instantie, maar nadat de koningin hem aanbiedt Valeria terug te brengen uit de dood, stemt hij toe. Aangekomen in haar paleis in Shadazar vraagt de koningin hem om een edelsteen die alleen door vrouwen kan worden aangeraakt en een magische hoorn te stelen van een tovenaar. Conan, Malak, Jehnna (een nichtje van de koningin: zij moet de steen oppakken) en Bombaata, de koninklijke lijfwacht gaan op pad.
Tijdens hun tocht pikken ze de Conans oude vriend, de tovenaar Akiro op en wat later voegt zich ook de door Conan van de dood geredde vrouwelijke krijger Zula bij hen. Samen rijden ze naar het kasteel van de tovenaar Toth-Amon, dat midden in een meer ligt. Tijdens de nacht verandert de tovenaar zichzelf in een vogel en ontvoert Jehnna. Met Akiro's magie kunnen ze in het kasteel komen, waar Conan afgezonderd wordt van de anderen en in een spiegelzaal tegenover een monster komt te staan. Hij ontdekt per ongeluk dat het beest wordt gewond wanneer hij de spiegels stukslaat en uiteindelijk verslaat hij het monster. Hij gooit zijn zwaard door een van de laatste spiegels en doodt hiermee de zich daarachter verbergende tovenaar. Ze vinden Jehnna, nemen de steen en vluchten het kasteel uit, dat achter hen verbrokkelt.
Daarna gaan ze naar de plaats waar de hoorn wordt bewaard. Jehnna krijgt de hoorn te pakken, maar meteen daarna worden ze overvallen door de wachters van de hoorn. Akiro verslaat de leider van de wachters in een toverduel, terwijl Jehnna en Bombaata vluchten. Bombaata verraadt hen en laat een gang instorten zodat de rest ingesloten raakt. Daarna neemt hij Jehnna terug naar koningin Taramis, die met de hoorn de god Dagoth wil wekken.
Net voordat Jehnna aan de god wordt geofferd, dringen de ontsnapte Conan en zijn vrienden het paleis binnen. Conan verslaat Bombaata, terwijl Dagoth begint te ontwaken. Ondertussen heeft Zula Jehnna gered. Koningin Taramis probeert daarop Jehnna zelf te doden, maar Conan duwt haar weg en ze wordt gespietst op de hoorn van de ontwaakte Dagoth. Omdat het offer niet is volbracht is Dagoth veranderd in een monster. Conan probeert Dagoth te bevechten maar heeft geen schijn van kans. Akiro roept hem toe de hoorn van het beest af te breken, omdat hierin zijn leven zit. Met zijn laatste krachten lukt het Conan om Dagoth te verslaan.
Jehnna wordt gekroond tot koningin van Shadazar en biedt Conan een plek aan haar zijde als koning, maar Conan wil zijn eigen koninkrijk veroveren en verlaat het paleis.
Vele jaren later heeft hij zijn eigen troon veroverd, maar dat is een ander verhaal...

## Rolbezetting
| Acteur                | Personage                       |
| --------------------- | ------------------------------- |
| Arnold Schwarzenegger | Conan de Barbaar                |
| Tracey Walter         | Malak                           |
| Grace Jones           | Zula                            |
| Olivia d'Abo          | Prinses Jehnna                  |
| Mako                  | Akiro de tovenaar               |
| Sarah Douglas         | Koningin Taramis                |
| Wilt Chamberlain      | Bombaata                        |
| Pat Roach             | Tovenaar Toth-Amon / Aapmonster |
| Sven-Ole Thorsen      | Togra                           |
| Jeff Corey            | Grootvizier                     |
| Ferdy Mayne           | Priesterleider                  |
| André the Giant       | Dagoth (onvermeld)              |